# Recortes del alma
Recortes del alma  es el segundo capítulo del ciclo de unitarios ficcionales del programa Historias de corazón, emitido por Telefe. Este episodio se estrenó el día 15 de enero de 2013.

## Trama
Antonio (Héctor Gióvine), era un hombre que vivía en un matrimonio infeliz, hasta que decidió divorciarse para poder vivir con el amor de su vida, Lina (Virginia Lago). Pero Pablo (Maximiliano Ghione), el hijo de Antonio, no acepta la separación y la posterior salida de su padre de casa, esto genera que ambos se distancien. Cada uno continuó con sus vidas, Pablo triunfa en la carrera de actor, Antonio disfruta de su amor con Lina, siempre siguiendo la carrera de su hijo y preocupándose por él. Después de varios años sin verse, Antonio fallece sin poder haber visto a su hijo por última vez. Por su parte Pablo también ha tenido presente a su padre en sus pensamientos, pero siempre con rencor. Al enterarse de la muerte de su padre Pablo se dirige a encontrarse con Lina, cargando consigo ese rencor y bronca que le impidieron ver a su padre con vida. Luego de tener una charla sincera con Lina, Pablo comienza una nueva vida sin enojos ni rencores.

## Elenco
- Virginia Lago - Lina
- Maximiliano Ghione - Pablo Manzi
- Héctor Gióvine - Antonio Manziarotti
- Mercedes Funes - Almendra
- Alicia Muxo - Claudia
- Raúl Ramos - Rodolfo
- María Zamarbide - Carla Pose
- Román Almaraz - Matías
- Felipe Llach -
- Rocío Domínguez -
- Guillermo Rovira -
- Julieta Tucci -
- Diego Jacubowicz -

## Ficha técnica
- Autora: María de las Mercedes Hernando
- Coordinación autoral: Esther Feldman
- Producción ejecutiva: Susana Rudny
- Dirección: Grendel Resqui